# Kirishitan Yashiki

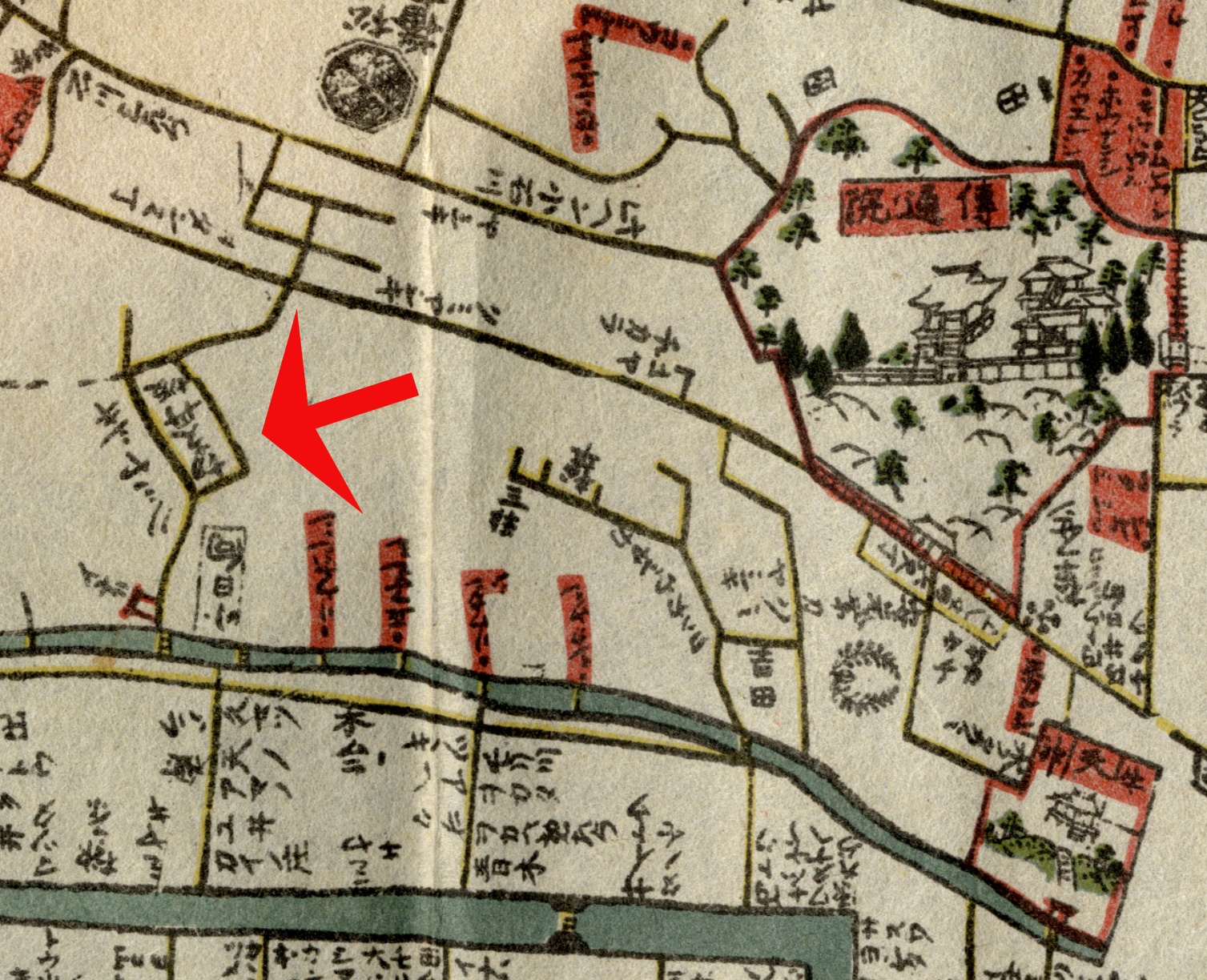
Der „Christenhügel“ (切支丹坂, Kirishitan-saka) auf einem Stadtplan (kiri-ezu) von Edo aus dem Jahre 1771

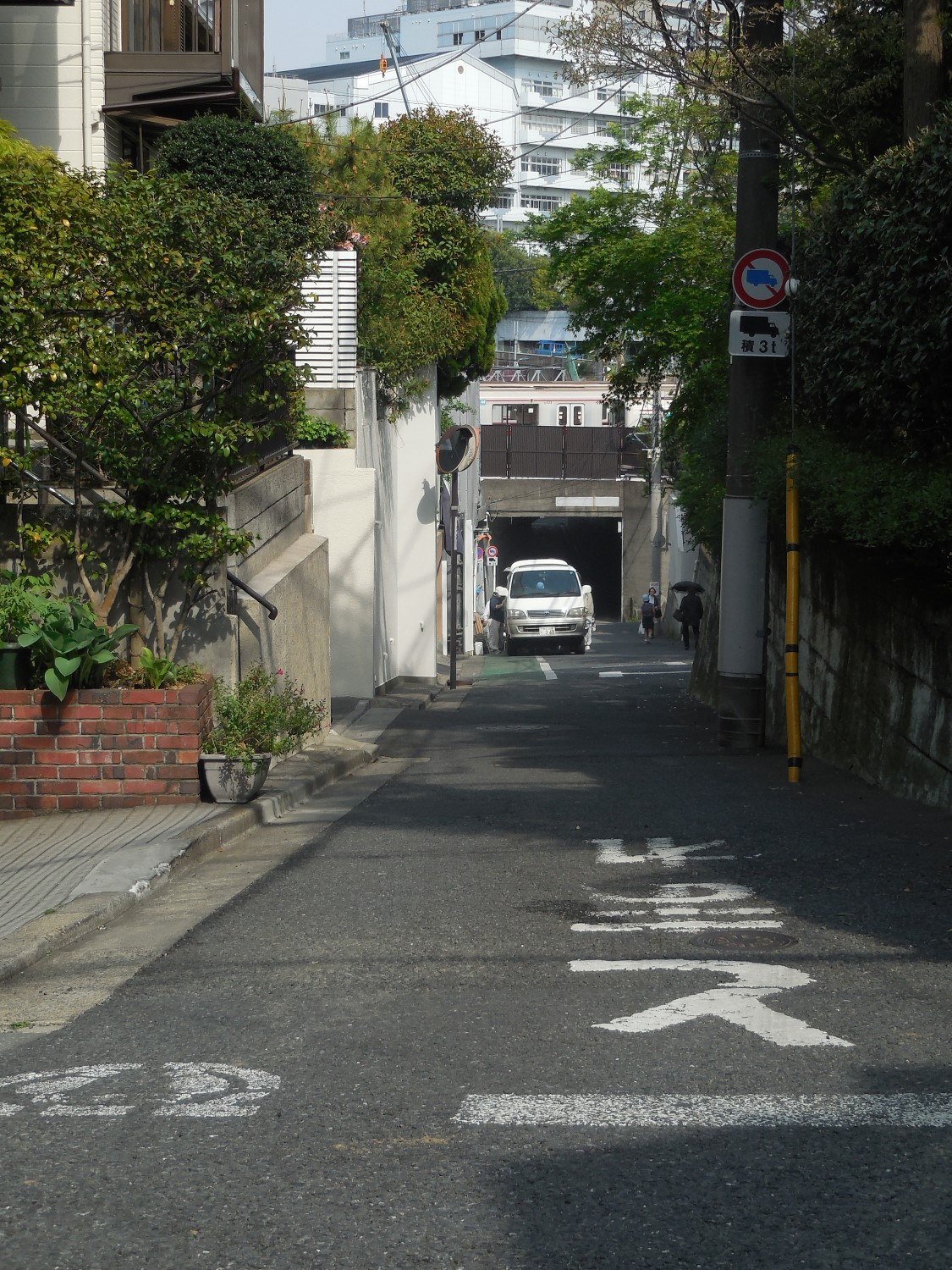
Hangweg am „Christenhügel“ heute

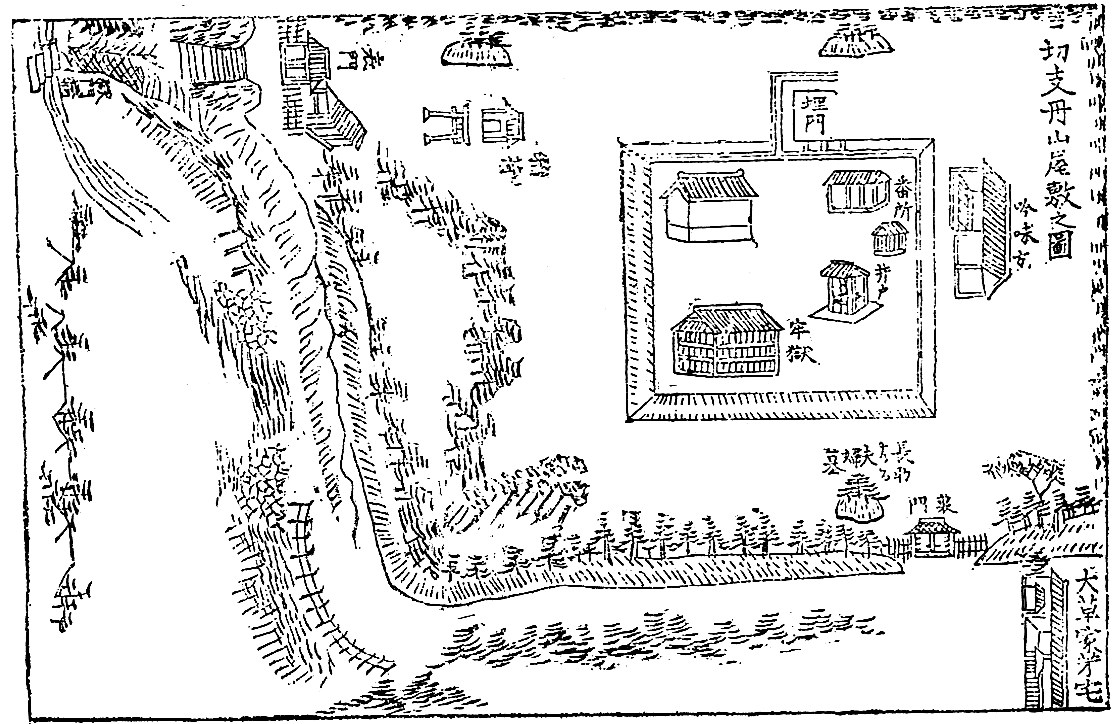
Rekonstruktion der Gefängnisanlage

Gedenkstein zur Markierung des Christengefängnisses in Kohinata, Bunkyō, Tokyo

Das Kirishitan Yashiki (japanisch 切支丹屋敷 ‚Christenanwesen‘) in der japanischen Hauptstadt Edo (heute Tokio), war ein, bald nach der in den Jahren 1635 bis 1639 erfolgten Landesabschließung, errichtetes Gefängnis, in dem Missionare untergebracht waren, die trotz Verbotes das Land betreten hatten.

## Zur Geschichte
Auf dem Gebiet der Nebenresidenz des Kommissars für Religiöse Fragen (shūmon bugyō), Inoue Masashige (1585–1661), wurde bald nach Vollzug der Landesabschließung ein Gefängnis für zehn aufgegriffene Missionare errichtet, die nach Edo überstellt worden waren. Zu den Personen, die in dieses Gefängnis eingeliefert wurden, gehörten die folgenden:
- Pater Pedro Marques (1575–1657), portugiesischer Jesuit, kam 1643 nach Japan, wurde sofort aufgegriffen und eingesperrt, lebte dort noch 13 Jahre.
- Pater Francisco Casalla, italienischer Jesuit, kam ebenfalls 1643 nach Japan und wurde eingesperrt. Auf japanischer Seite ist überliefert, dass er eine Japanerin heiratete und eine Reihe von Jahren im Hause des Inoue Masahige lebte. Genaue Lebensdaten unbekannt.
- Bruder Andrea Vieyra, Japaner von Geburt, kam 1643 von Manila, wurde eingesperrt und nahm den Namen Nampō an, starb dort 1678 und wurde im Muryō-ji bestattet.
- Pater Giuseppe Chiara, im Gefängnis von 1646 bis 1685. Er gehörte zu den „gefallenen Patres“ (転びバテレン, Korobi bateren), also zu denen, die ihren Glauben widerrufen haben. Er ist auch bekannt unter dem Namen Okamoto San’emon.
- Jikuan, ein annamitischer Christ. Er kam mit der letzten Mission der Jesuiten 1644 nach Japan, wurde in das Yashiki gebracht und starb dort 1700 im Alter von 78 Jahren. Er wurde im Muryō-in begraben.
- Giovanni Battista Sidotti (1668–1714), kam von den Philippinen 1708 nach Japan und war der letzte, der dort gefangen gehalten wurde. Bekannt ist er als Gesprächspartner von Arai Hakuseki, starb dort 1714.

1792 wurde das Kommissariat abgeschafft und zugleich die Gefängnisanlage aufgelöst. Auf die Anlage weisen am Ort (heute: 1-24-8 Kohinata, Bunkyō-ku) Gedenksteine und eine Tafel hin. Der Hangweg zum Gefängnis ist auf Stadtplänen als  „Kirishitan-saka“ verzeichnet, am Weg weist jedoch kein Schild darauf hin.